# System zarządzania jakością
System zarządzania jakością (ang. quality management system) – oznacza skoordynowane działania mające na celu kierowanie organizacją i sprawowanie nad nią kontroli w zakresie zarządzania jakością.

## Certyfikacja
Certyfikacja systemu zarządzania jakością to procedura, w wyniku której instytucja niezależna od organizacji, dostawcy i odbiorcy udziela pisemnego zapewnienia, że należycie zidentyfikowany wyrób, proces lub usługa są zgodne z określoną normą lub z właściwymi przepisami prawnymi. Wiąże się bezpośrednio ze specyficznym rodzajem audytu zewnętrznego tzw. audytem certyfikującym. W Polsce certyfikację przeprowadzają instytucje polskie, jak też polskie przedstawicielstwa zagranicznych towarzystw certyfikacyjnych. Wyróżniamy 4 rodzaje certyfikacji: systemu jakości, wyrobu, usługi i personelu.

### Etapy procesu
Przygotowania do certyfikacji systemu zarządzania jakością zgodnie z normami ISO 9001 mogą trwać nawet do kilku lat i powinny wiązać się z przyjęciem optymalnego modelu doskonalenia zarządzania. Całościowy proces dokumentowania i wdrażania systemu zarządzania jakością dzieli się na 3 podstawowe etapy, do których należą: opracowanie, wdrożenie i utrzymanie systemu. Istotną rolę w sprawnym przeprowadzeniu całego procesu odgrywa szczegółowy harmonogram wdrażania systemu w organizacji. Niewątpliwym atutem jest właściwie przeprowadzony etap opracowania, niejednokrotnie przesądzający o sukcesie wprowadzenia systemu zarządzania jakością.
Proces wdrażania norm dzieli się na 8–10 etapów.
- Pierwszy polega na podjęciu decyzji o poddaniu się certyfikacji we właściwym momencie rozwoju organizacji[5]. Ważne jest, by zarząd firmy zdawał sobie sprawę z przejściowych trudności, jakie wiążą się z tym procesem np. z harmonizacją procesu produkcji.
- Kolejnym krokiem jest przygotowanie się do wprowadzenia normy ISO, czyli implementacja systemu zarządzania (jakością, środowiskiem, bądź bezpieczeństwem). Jego pierwszą częścią jest analiza aktualnego systemu zarządzania i porównanie go z wymaganiami normy ISO. W tym czasie firma powinna wprowadzić w życie procedury wymagane przez normy ISO, system jakości i księgę jakości, gdzie są zamieszczone wszystkie procedury.
- Niezwykle ważnym etapem jest wybór odpowiedniej jednostki certyfikującej. Jak już wspominano wcześniej cena certyfikacji zależy od jej renomy. Wybór certyfikatora powinien zależeć od strategii i rynków zbytu danego podmiotu gospodarczego.
- Czwarte stadium polega na przeprowadzeniu audytu wewnętrznego przez firmę konsultingową, bądź kierownictwo firmy poddającej się procesowi certyfikacji. Należy zwrócić uwagę, aby poszczególne procedury znało nie tylko kierownictwo, ale również szeregowi pracownicy.
- Właściwa certyfikacja zaczyna się od etapu piątego, czyli podpisania umowy z firmą certyfikującą.
- Tutaj firma ma do wyboru opcję z audytem wstępnym lub bez niego. Specjaliści doradzają jego zastosowanie, gdyż pozwala na wykrycie pozostałych niedociągnięć i braków, które mogą zostać poprawione przed audytem certyfikującym.
- Po uwzględnieniu poprawek następuje właściwy audyt, który zazwyczaj ujawnia drobne uchybienia, a firma zobowiązuje się do ich naprawy w określonym czasie.

Pozytywne przejście całej procedury skutkuje uzyskaniem certyfikatu zgodności z normą ISO. W zdecydowanej większości przypadków certyfikat nie jest bezterminowy, tylko przyznawany na kilka lat i aby go utrzymać przedsiębiorstwo musi przeprowadzać wewnętrzne audyty kontrolne, dokonywane 1 lub 2 razy do roku. Certyfikat na zgodność z normą ISO przyznawany jest na 3 lata. Warunkiem przedłużenia certyfikatu jest audyt recertyfikacyjny.
Certyfikacja systemów jakości jest procesem dobrowolnym uznanym oficjalnie przez państwa Wspólnoty za jeden z instrumentów zniesienia barier w wymianie międzynarodowej. Utworzono jednolite zasady zapewniające, że uzyskany certyfikat ma takie samo znaczenie w każdym kraju UE.